# Беран-ле-Форбак
Бера́н-ле-Форба́к (фр. Behren-lès-Forbach) — коммуна на северо-востоке Франции, регион Гранд-Эст (бывший Эльзас — Шампань — Арденны — Лотарингия), департамент Мозель. Является центром одноимённого кантона.

## Географическое положение

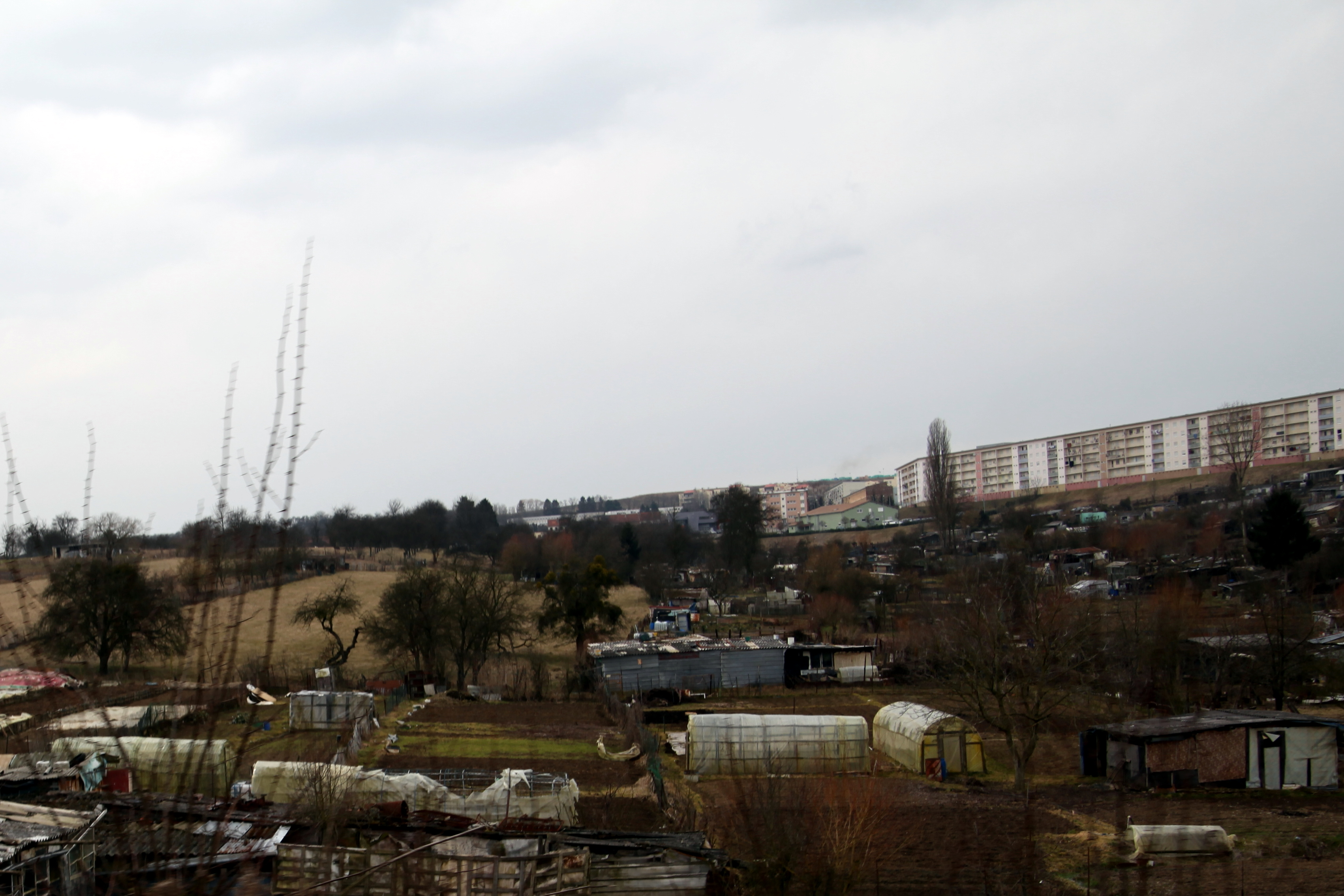
Вид на жилые кварталы Беран-ле-Форбаш.

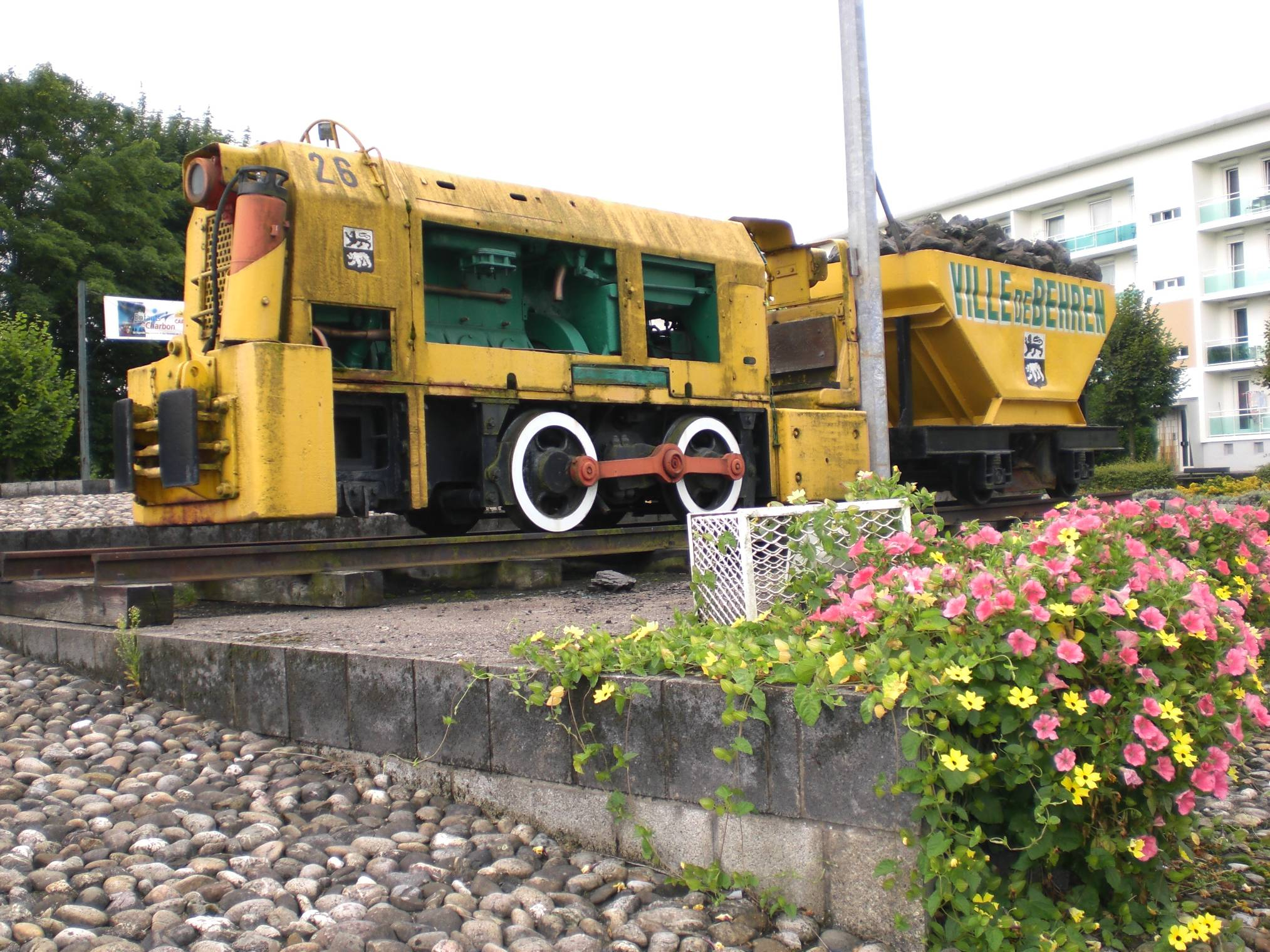
Монумент угольному локомотиву при въезде.

Беран-ле-Форбак расположен в 60 км к востоку от Меца. Соседние коммуны: Стирен-Вандель и Абстердик на севере, Спишран и Этзлен на северо-востоке, Кербаш на востоке, Бусбаш на юго-востоке, Гобвен на юге, Фольклен на юго-западе, Этен на западе, Форбак на северо-западе.

## История
- Коммуна бывшего герцогства Лотарингия, входил в сеньорат Форбак.
- Впервые упоминается в XIV веке как шахтёрский посёлок.
- Коммуна была уничтожена во время Тридцатилетней войны 1618—1648 годов.
- В 1871 году город по франкфуртскому договору отошёл к Германской империи и получил германизированное название Kerbach-Behren. В 1918 году после поражения Германии в Первой мировой войне вновь вошёл в состав Франции в департамент Мозель.

## Демография
По переписи 2008 года в коммуне проживало 8514 человек. Около трети населения состоит из иммигрантов из стран Магриба.